# ScuolaZoo
ScuolaZoo è stato un programma televisivo italiano, andato in onda sul canale Italia 2 dal 13 maggio 2013 per 48 puntate.

## Storia
Il programma andava in onda dal lunedì al sabato dalle 15.30, replicato alle 9.00 sulla stessa rete, per una durata di mezz'ora, ed era condotto da "I Fuori Classe", ovvero Max Andreetta, Matteo Garzya e Andrea Terzaghi.
In ScuolaZoo, nome tratto dall'omonima community per studenti, viene raccontata la realtà delle scuole italiane, riproponendo video girati da studenti contenuti all'interno del portale, scherzi ai professori e varie rubriche, tra cui per esempio quella sulle note di classe o sui metodi per copiare durante i compiti in classe. Alcuni dei contenuti vengono inseriti anche nel diario, edito con il medesimo nome del programma televisivo, ScuolaZoo .